# Morgan (autómárka)
A Morgan Motor Company egy nagy múltú brit járműgyártó cég. Henry Frederick Stanley Morgan alapította 1910-ben, melynek jelenleg az olasz Investindustrial befektető csoport a többségi tulajdonosa, 2019 márciusa óta.
A Morgan központja a nyugat-angliai Malvern Linkben található (Worcestershire megyében, a térképen egy arasznyira Birminghamtől), és 247 embert foglalkoztatott a 2020-as világjárvány előtt. A cég kimutatásai alapján évente 850 autót szerelnek össze, de a hagyományoknak megfelelően, valamennyi összeállítás teljes egészében kézzel történik.A kocsik várakozó lista alapján konfigurálhatók és vásárolhatók meg: az átlagos türelmi idő hat hónap, de volt példa már tíz évig is elhúzódó időszakra.
Gépjárműveik karosszériáját különleges módon, fa keretezéssel merevítik (és könnyítik) a kezdetek óta – az autók összeállításának három alapeleme a kőrisfa, az alumínium és a bőr -, és ez a gyártási hagyomány nagyjából változatlan maradt a XXI. század folyamán is. A cég látogató központot és múzeumot tart fenn, ahol a nagyközönség számára betekintés nyerhető a vállalat történetébe a VII. Edward-korabeli időszaktól egészen napjainkig.

## Cégtörténet
Henry Frederick Stanley Morgan 1904-ben lépett ki a Great Western Railway kötelékéből, és társtulajdonosként létrehozott egy jármű kereskedést és szervizt Malvern Linkben. Kizárólag saját használatra, 1909-ben tervezett és megépített egy háromkerekű kisautót, miután a Malvern Kollégium  gépészeti műhelyében kifejlesztették – még a Leyland Motors 1920-ban jegyzett innovációját, majd a Chevrolet amerikai mérnöke, Earle S. MacPherson, az olasz mérnök, Fornaca ötletét tökéletesítendő, 1920-as évekbeli tömeggyártási szabadalmát megelőzve – a francia Decauville után a történelem második független frontfelfüggesztését. A rákövetkező évben gyártásba fogtak, és a cég eredménnyel prosperált. Az első világháborúig ezer darab háromkerekűt gyártottak, s azt követően is villámgyorsan felfuttatták a verseny- és túramodellek előállítását. A Morgan első négykerekű autója 1935-ben érkezett, míg a háromkerekűek gyártási fázisa csak 1952-ben kezdett csökkenést mutatni. H. F. S. Morgan egészen 1959-ben, 77 esztendős korában bekövetkezett haláláig szorgalmazta az előállítást.
Fia, Peter Morgan irányította aztán a céget, röviddel 2003-as halála előttig. Elnökként őt Alan Garnett követte a vezető pozícióban, az első nem-családi igazgatóként, 2003-tól 2006-ig. Garnett lemondása után, négy tagból álló menedzsmentet állítottak fel. Charles Morgan (az alapító unokája), Matthew Parkin, Tim Whitworth és Steve Morris lettek az új igazgató testület tagjai, aztán Parkin 2010-es leköszönését követően, Charles Morgant nevezték ki egyszemélyi vezérigazgatónak. Tartott ez 2013. januárig, mikor Morgant elmozdították vezetői posztjáról, és Steve Morrist ültették a helyére, bár Charles Morgan továbbra is stratégiai igazgató maradt az év októberéig, amikor elbocsájtották úgy vezetői tagságából, mint alkalmazotti státuszából is.
2013 végén a részvényesek Andrew Duncan, helyi jogászt, juttatták az elnöki székbe. Duncan 2016-ban köszönt le elnök-vezérigazgatói pozíciójából, akit Dominic Riley váltott.
Története javarészében a társaságot a Morgan család birtokolta. 2019. március 5-én azonban sajtóhírből értesülhetett a nagyérdemű, hogy a Morgan Motor Company Ltd. többségi érdekeltségét az olasz Investindustrial befektetési csoport szerezte meg. A csoport befektetései részeként – a vezetőség és az alkalmazottak hasonlóképp -, részvényeseivé váltak a cégnek. A Morgan család, megmaradva kisebbségi részvényesként, máig folytatja befektetéseit a társaságba.

## Korai járművek: a háromkerekűek és a 4-4-esek
Legkorábbi autóik háromkerekű, két- vagy négyülésesek voltak, ebből következően lehetett ezeket akár motortriciklinek is tekinteni. (Hazánkban a legismertebb motortricikli a cseh gyártású Velorex volt, aminek fejlesztését a Morgan háromkerekűi inspirálták). Gyártásuk és forgalmazásuk szükségszerű ötletből gyökerezett, ugyanis a brit törvények szerint a háromkerekűek mentesültek az autókra kiszabott adóterhek alól, lévén tömegük és kerekeik száma miatt a motorkerékpárok (ill. -triciklik) besorolásába tartoznak. Versenyben álltak a négykerekű (lásd Anglia régi, vidéki útjait és a nagyvárosok már SUV-vel is bevehetetlen utcácskáit és közlekedősáv kialakítási hagyományait – a maiaknál jóval keskenyebb nyomtávszélességű) kisautókkal – mint az Austin 7 vagy az eredeti Morris Minor -, abszolút összehasonlítható gazdaságosságukkal és áraikkal, vagy kényelmükkel, s jóformán egyetlen negatívumnak az eltérő esztétikájukat lehetett felszámítani.

### V-ikermotoros háromkerekűek (1911–1939)
H. F. S. Morgan leges-legelső járműterve együléses, nyitott háromkerekű kiskocsi volt, amit teljesen saját célra hozott össze 1908-ban, barátai atyja, és egyben a Malvern Kollégium gépészeti atyaúristene, William Stephenson-Peach segítségével. Meghajtásának egy 7 lóerős (5.2 kW) Peugeot ikercilinderes motor szolgált (egy korábbi motorkerékpár projektből a sufniban visszahagyott darabként). A jármű gerinccsöves alvázra épült, olyan ötlet alapján, ami a háromkerekűeknél mindvégig visszatérő motívummá vált, és annyira kevés anyagot és munkaórát fordítottak rá, amennyivel Morgan még épp ki tudta vitelezni a terveit. Az együléses, tekercsrugós független frontfelfüggesztéses háromkerekű meglehetősen szokatlannak bizonyult a korában: a közlőtengely az alváz gerinccsövében futott a kétsebességes váltóműhöz (hátramenet nem volt), a hátsó, küllős kereket lánc hajtotta, az első kerekek irányítását kormányrúddal lehetett megvalósítani, és szalagfék lassította őket szükség szerint. Természetesen, karosszériája még nem volt.

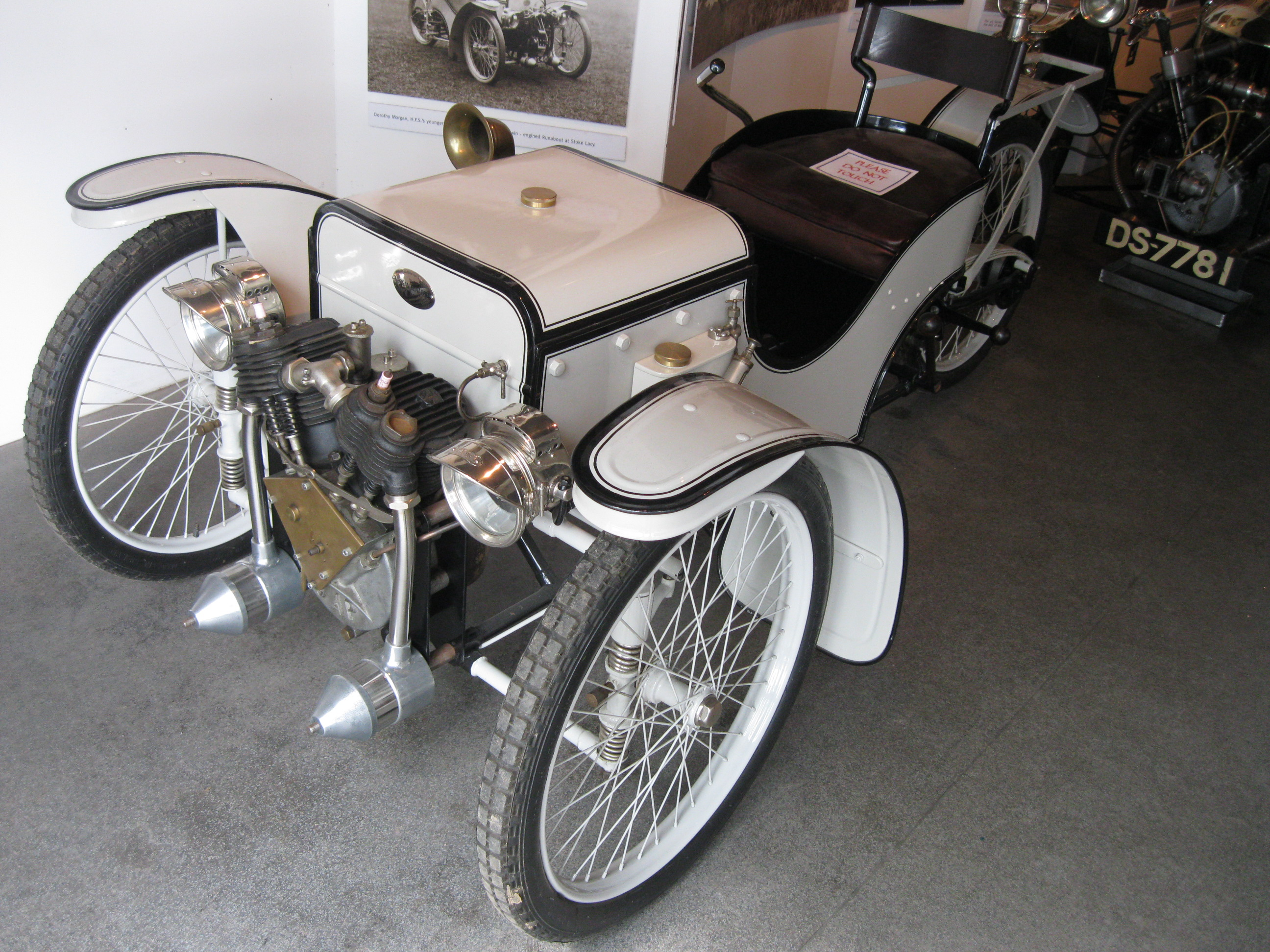
Morgan háromkerekű kisautó (Runabout) (4 vagy 8 LE V-ikermotoros J.A.Prestwich motorral – tervezője: Sir John Black a későbbi Standard Motor Company-ból)
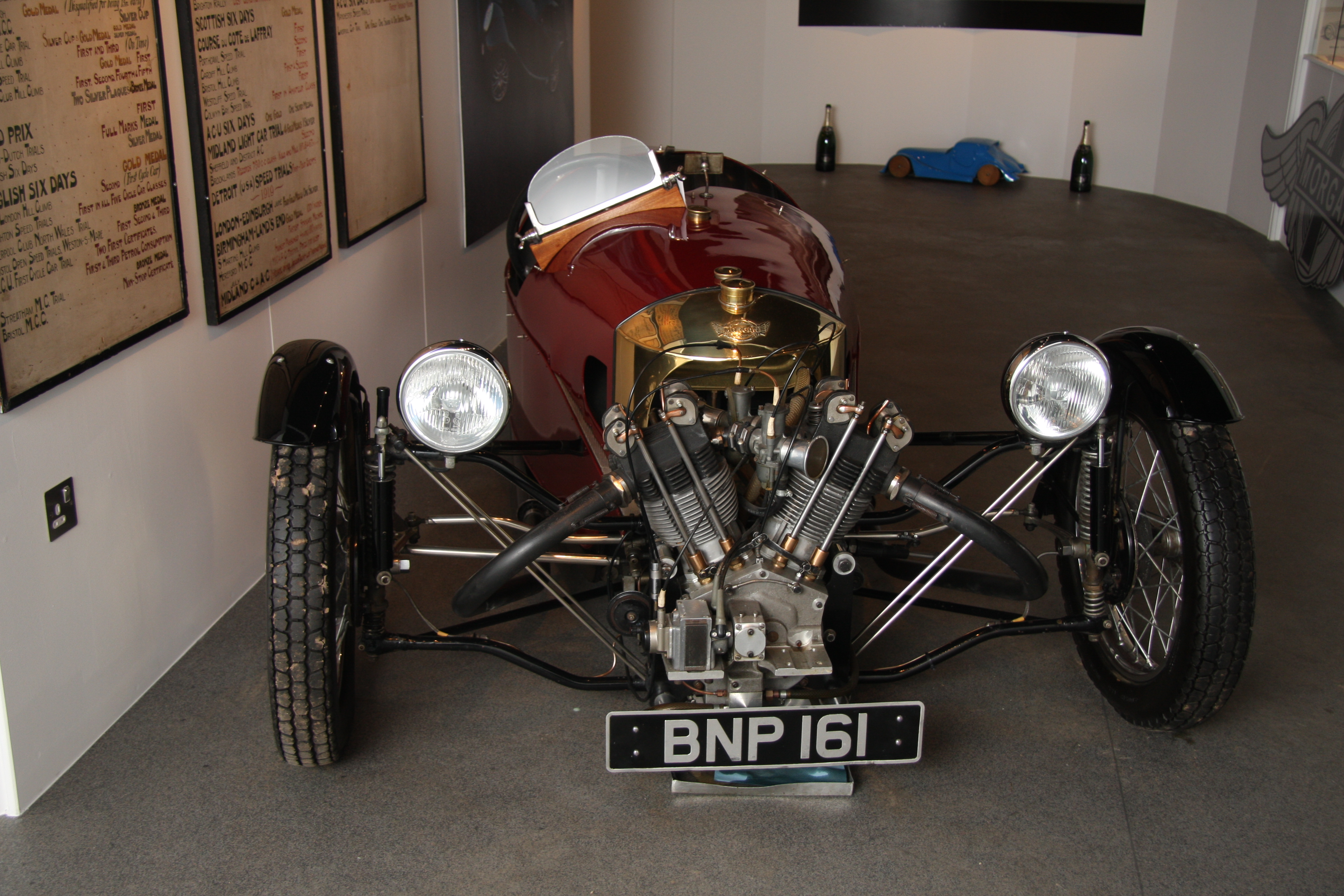
Morgan háromkerekű (karosszéria nélküli, korai modell)

Apja és felesége anyagi hozzájárulásának köszönhetően, a kocsi gyártásba került Malvern Linkben, a Pickersleigh Roadon megvásárolt létesítményben. Az 1910-es Jármű Shown a nagyközönség részére három együlésest tudtak bemutatni az Olympia Kiállítási Központban. A számottevő érdeklődés dacára, csupán maroknyi megrendelést könyvelhettek el, így Morgan ráébredt, hogy a piaci elvárások teljesítéséhez kétüléses modellekre lesz szüksége. 1911-ben motorház borítást, szélvédőt, kormánykereket, indító kurblit kapott a megváltozott típus, s az azévi Motorkerékpár Bemutatón állították ki. Felállítottak egy képviseletet a londoni Harrods áruházban, és 65 angol fontos áron kezdték meg az árusítást. A Morgan volt az első és egyetlen jármű, amelyik valaha is megjelent a Harrods kirakatában.
1912-ben Morgan egy olyan szerkezetet állított össze, mely a The Light Car & Cyclecar (könnyű autók és motortriciklik) versenyén a legnagyobb távolságot volt hivatott megtenni egy óra alatt a Brooklandsnél (versenyépületei 1991-től közlekedési múzeumként funkcionálnak, az autózás hőskorát megörökítve). A Londontól Dél-Keletre fekvő vidéki utakon az együlésessel végül 55 mérföldet (89 km) tudtak teljesíteni, csak hajszálnyira elmaradva egy GWK-tól. Még ugyanebben az évben Morgan visszatért, és közel 60 mérföld (97 km) lett az eredménye akkor.
A Morgan olyan megmérettetéseken emelte hírnevét, mint az 1913-as Cyclecar Grand Prix (motortricikli nagydíj) elérdemlése Amiens-nél, Franciaországban. Az autót a 163 mérföldnyi (262 km) távolságon W. G. McMinnies vezette 42 mérföldes (68 km/h) átlagsebességgel. Az ott használt gépkocsi szolgált később a 'Grand Prix' modell alapjául, amit 1913 és 1926 között gyártottak, s majd az 'Aero' és a 'Sports' típusokat is erre a bázisra fejlesztették. Morgan személyesen nyert el trófeát az 1913-as ACU Six Days' Trial roppant kemény megmérettetésén, az oldalkocsis motorok kategóriájában. Még ugyanebben az esztendőben a társaság nevezett az MCC megbízhatósági versenyén, mely vetélkedés egészen 1975-ig folytatódott.
A versenysikerek vezették a társaságot olyan fejlesztések irányába, melyeket azok nélkül nem tudtak volna megvalósítani.
Az ott futó gépeket léghűtéses vagy vízhűtésű motorkerékpár hajtásláncok variációival szerelték. A motort az első kerekek tengelye elé helyezett, öntött fülekkel merevített acélcső vázba pozicionálták.
Az Első Világháború után, több évnyi vásárlói óhajra válaszul, a cég könnyebben cserélhető első kerekekkel állt elő. A 8 lóerős (6.0 kW) JAP motorral és nyárfa karosszériával szerelt 1921-es 'Popular' 150 fontért került a kínálatba. Piaci siker lett belőle, így 128 fontra tudták csökkenteni az árát, és a nevét 'Standard'-re változtatták 1923-ban, amikorra már Blackburne motorral is elérhetővé vált. A 'Grand Prix' árazása 155 fonton teljesedett ki, a 'Family' modellnek pedig (a pilóta padja mögé épített két gyermeküléssel, mely kiképzés aztán a 2+2 szabványt alapozta meg generációkon át) az ára 148 font volt léghűtéses motorral, vagy 158 font a vízhűtésű meghajtással. Ekkor már az Anzani hajtáslánccal épített Aero is a palettán szerepelt 148 fontért, de lehetett kívánság szerint a kocsit MAG motorokkal is választani.
Morgan versenyzési hajlandósága némi hanyatlást szenvedett, mikor 1924-ben E. B. Ware JAP-motoros járműve felborult a JCC 200 mérföldes (320 km) versenyén a Brooklandsnél, és Ware komoly sérülést szenvedett. A baleset következményeként a háromkerekűeket kitiltották az autók versenyeiről.
Villamos táplálású első fényszórók váltak felszerelhetővé 1924-ben, költségük 8 angol font volt. Ekkor az 59,6 köbhüvelykes (976 cm³) motorral épített Popular 110 fontért került forgalomba, az 1098 köbcentis Aero 148 fontot kóstált, együlésesben 160-ért ment.
Akárcsak a motorkerékpárok, a Morganek azidőtájt kézi fojtószeleppel, Bowden-huzaos vezérlő mechanizmussal és csepegtető kenéssel is rendelkeztek.
A versenymodellek időközben, mint például Harold Beart 1096 köbcentis, Blackburne-motoros különlegessége 3.33:1 arányú felső fokozati, tengelyen szolgáltatott nyomatékkal, 20 kg-os áramvonalasított karosszériával, már 91,48 mérföldet (147,22 km) tudtak megtenni a Brooklandsnél egy óra leforgása alatt, és a csúcssebesség felülmúlta az óránkénti 100 mérföldet.
1925-ben a Standard ára, az Austin Chummy (vagyis más néven a 7-es) 149 fontos árához viszonyítva 95 fontra esett, az Aeróé 130-ra. Ebben az évben került szabványba az egyenáramú generátorral (dinamóval) táplált elektromos világítás.
Fékek az első kerekeken, és elektromos önindító (10 fontos opcióval) 1927 vívmányai, miközben a dupla rétegű szélvédővel és elektromos "tülkölővel" összeállított Standard ára tovább esett 89 fontra. Még az év vége előtt a Standard piaci ára olykor 85 font alá is bezuhant, eközben a debütáló, vízhűtéses, alul vezérelt, felül szelepelt vezérmű-megoldású JAP 10/40 V-ikermotoros 'Super Sports' 155 fontért került bevezetésre.
A 10/40-es motorokat elérhetővé tették az Aerókban is 132 fontért, miközben a szerényebb képességű, léghűtéses JAP motorokkal kivitelezett Aerók 119 fontért futottak. A léghűtéses Family modellek 102 fontba kerültek, vagy 112-be a vízhűtéssel. Ezek az alacsonyabb árfekvések egészen 1928-ig megmaradtak, sőt 1929-re tovább estek az árak: a Standard és Family 87 font, az Aero 110, a Super Sports 145. 1933-ban a Family mindössze 80-ért mozgott a piacon. 2020-ban ezek a típusok 30 ezer és 56 ezer font körül cserélnek gazdát. 
A Morganek versenyprogramja 1927-ben, csupán a London-Edinburgh közötti tizennégy MCC indulásból markáns tizenegy aranyérmet és három ezüstérmet hozott a konyhára. A csapathoz csatlakozott Clive Lones és C. T. Jay, aki megnyerte az 1929-es Cyclecar Grand Prix-t a Brooklands-nél 750 köbcentiméteres Morgan-JAP-ot irányítva, 64,7 mérföldes (104,1 km/h) sebességet elérve. 1930-ban Gwenda Stewart versenyre hangolt Super Sports-szal túllendült a 113 mérföldes (182 km/h) sebességen is, ami akkor a világcsúcsot is jelentette.
1930 volt az az esztendő, mikor a Morgan háromkerekű járművek után 4 font adót kellett fizetni, ami fele volt például az Austin 7-esek után fizetendőknek, aminek a feltétele az volt, hogy a súlyuk 406,419 kg (8 cwt) alatt kellett maradjon.
A Morgant liszensz-szerződés alapján Franciaországban a Darmont is elkezdte gyártani.
1930-ban, noha az olcsóbb négykerekű autók aránya már jelentőssé vált az utakon, hozzáláttak a 100 fontos, Ford (Model Y) motorokkal szerelt Popularok forgalmazásához. Morgan és társmenedzsere, George Goodall 8 lóerős (6.0 kW) 933 köbcentis és 10 lóerős (7.5 kW) 1172 köbcentiméteres Ford motorok beépítésével, eredményes gyárbővítés mellett ment szembe a piacnak.
Az utolsó V-ikermotoros Morganek 930 cm³-es Matchless meghajtást kaptak, és ezeknek a Második Világháború után Ausztráliában találtak piacot. Egyébiránt a V-ikermotoros modellek már nem tértek vissza a gyártásba a Világháború után.

### F-szériás háromkerekűek (1932–1952)
A Morgan F4-et 1933-ban mutatták be az Olympia Motor Cycle Show-n. Az F4-esek új, préselt acél sasszét kaptak, oldalszelepelt, négyhengeres Ford motorokat használtak a Model Y-tól kölcsönözve, és négyüléses karosszéria kialakítást. 1935-ben az F4 kétüléses másolata is megjelent F2 néven, ezen túl 1937-ben a sportosabb 'F Super' a kerekek mögött hátranyúló sárhányókkal, és zsaluzott motorház borítással. A Ford motorral gyártott háromkerekűek 1952 után tűntek el a gyártó műhelyek palettájáról.

### 4-4
A Morgan első négykerekű automobilja, a 4-4-re keresztelt modell onnan kapta a nevét, hogy négyhengeres motor hajtotta a négykerekű járművet. 1936-ban vezették az úri közönség elé, s kapott egy 34 lóerős (25 kW) 1122 köbcentiméteres Coventry Climax motort, és egy pár pótkereket hordott a farán. Az új kétüléses 4-4-esek 185 ginit (185 guinea = 194,50 angol font) kóstáltak. Meglehetősen népszerűnek bizonyultak, s ennek hatására 1937-ben piacra dobták a négyüléses típusokat is, amelyek után 1938-ban a paletta kiegészült a levehető tetős (kabriolé) változatokkal 236 fontért.

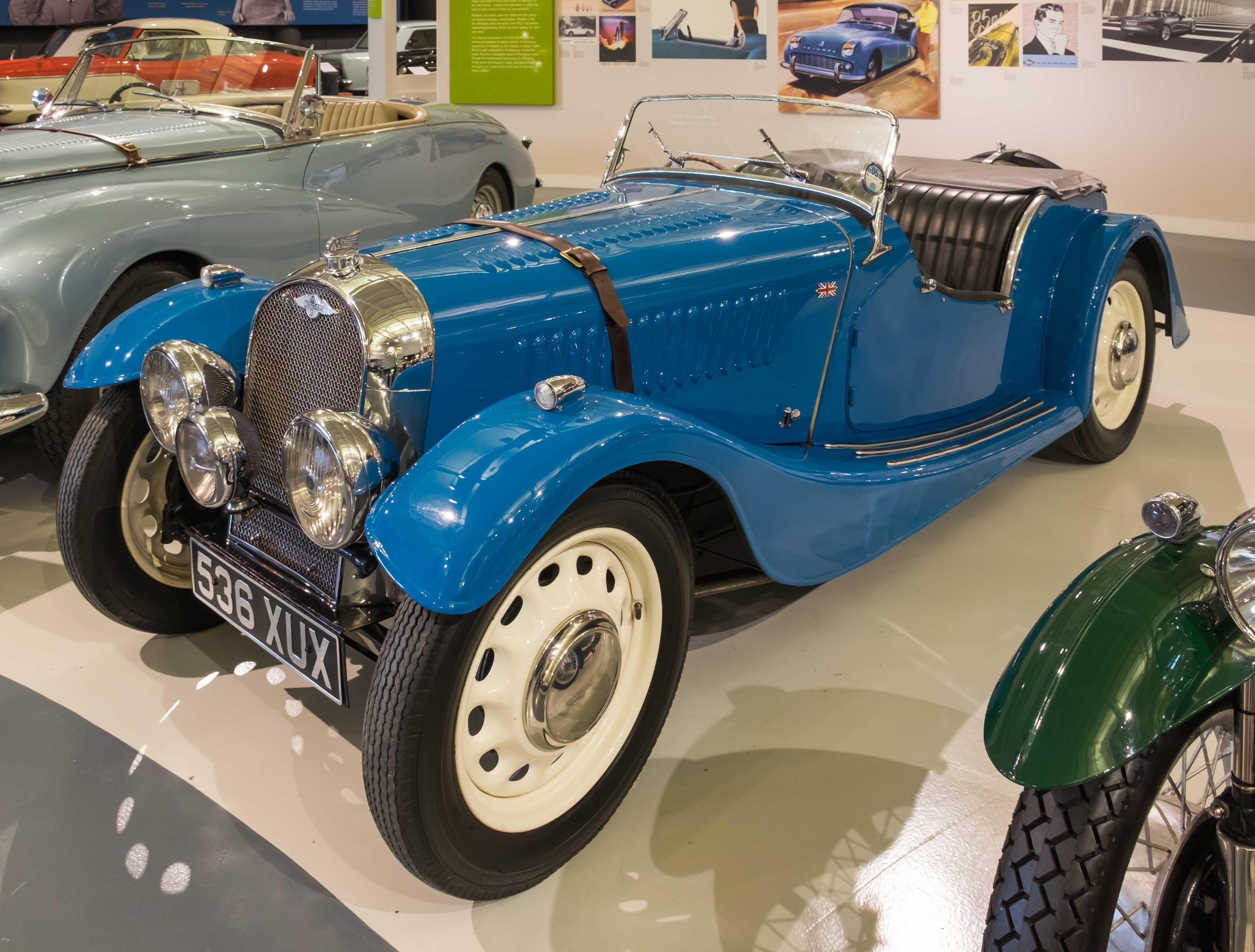
Morgan 4-4 1939
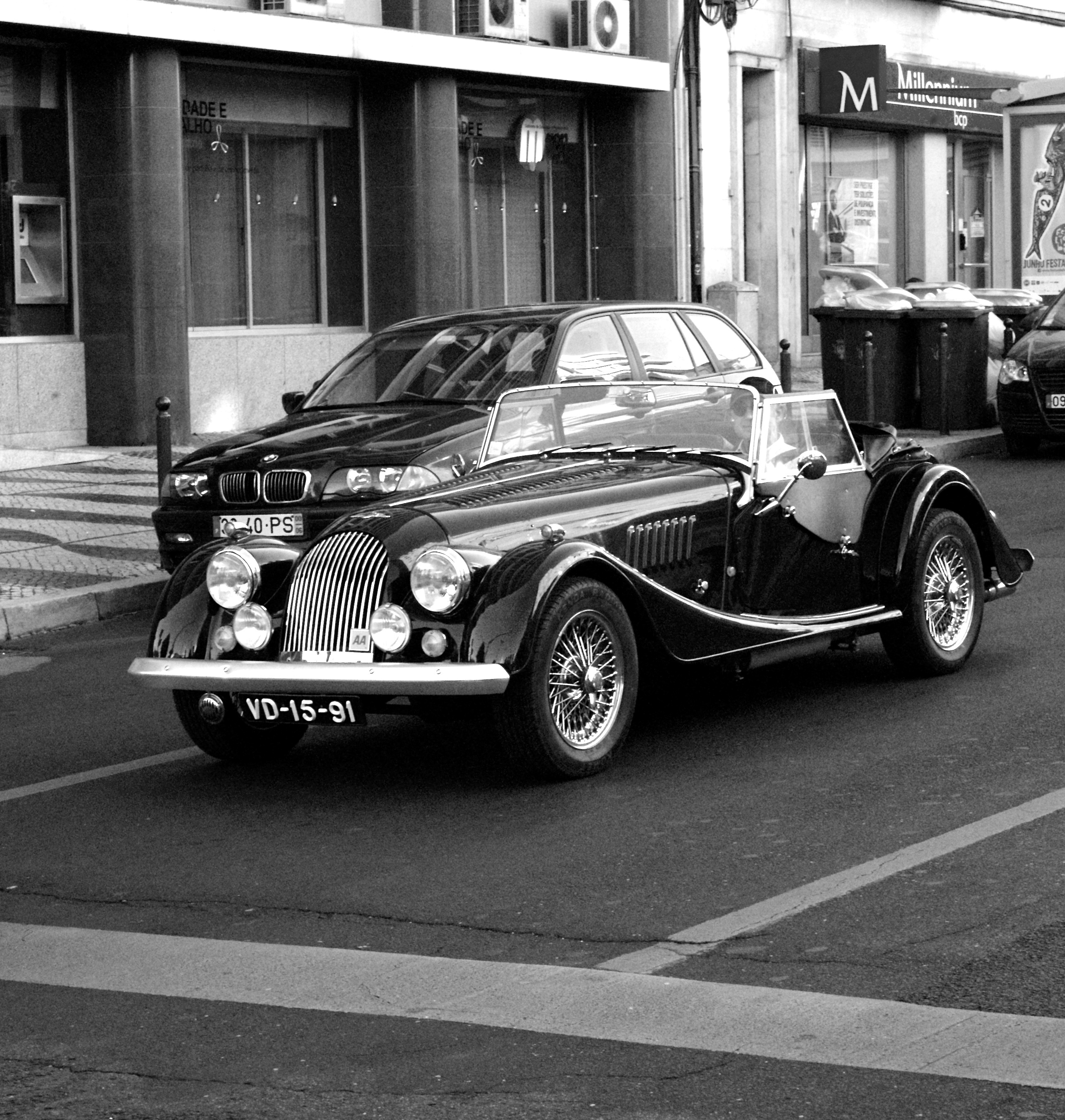
Morgan Plus 4 1950

Mivel az elérhető Coventry Climax motorok eltűntek a piacról, a gyártó befejezte a készítésüket, a Morgan kénytelen volt a hangolt, 1267 köbcentiméteres összesített lökettérfogatú Standard Motor Company Ten hajtásokra váltani, melyek végül is némileg hatékonyabban, 39 lóerővel (29 kW) szolgáltak.
1938-ban egy 4-4 elstartolt a Le Mans-on. Ez a tény vezetett később a gyári replikák létrejöttéhez lehajtható szélvédővel, motorkerékpár-stílusú sárvédőkkel a kerekek fölött, kisebb térkiszorítású motorokkal, és egy darab pótkerékkel a farrészre függesztve, mindezt 250 fontért.

## Háború utáni gépjárművek

### Morgan Plus 4
A Morgan Plus 4-et 1950-ben mutatták be, mint egy, a 4-4-esnél nagyobb meghajtással ellátott (pluszos) járművet. A +4-es alapmodellje 2088 cm³-es Standard Vanguard hajtásláncot használt, és 625 font bevezető áron (kétüléses) vagy 723 fontért (coupé) jelent meg.

A +4-be Triumph TR2-es motort raktak (1953-ban), TR3 (1956) vagy TR4A meghajtást (1969-ig). Habár a Plus 4-es összeállítását felfüggesztették 1969-ben, de 1985-ben visszakerült a gyártásba egy Fiat motorral (1985–1988), aztán egy négyhengeres Rover motor terpeszkedett a bakokon 1988 és 2000 között. A gyártást újra felfüggesztették, majd a Plus 4 újjászületett még egyszer 2004-ben, egy 155 lovas (116 kW) Ford négyhengeressel visszatérve.

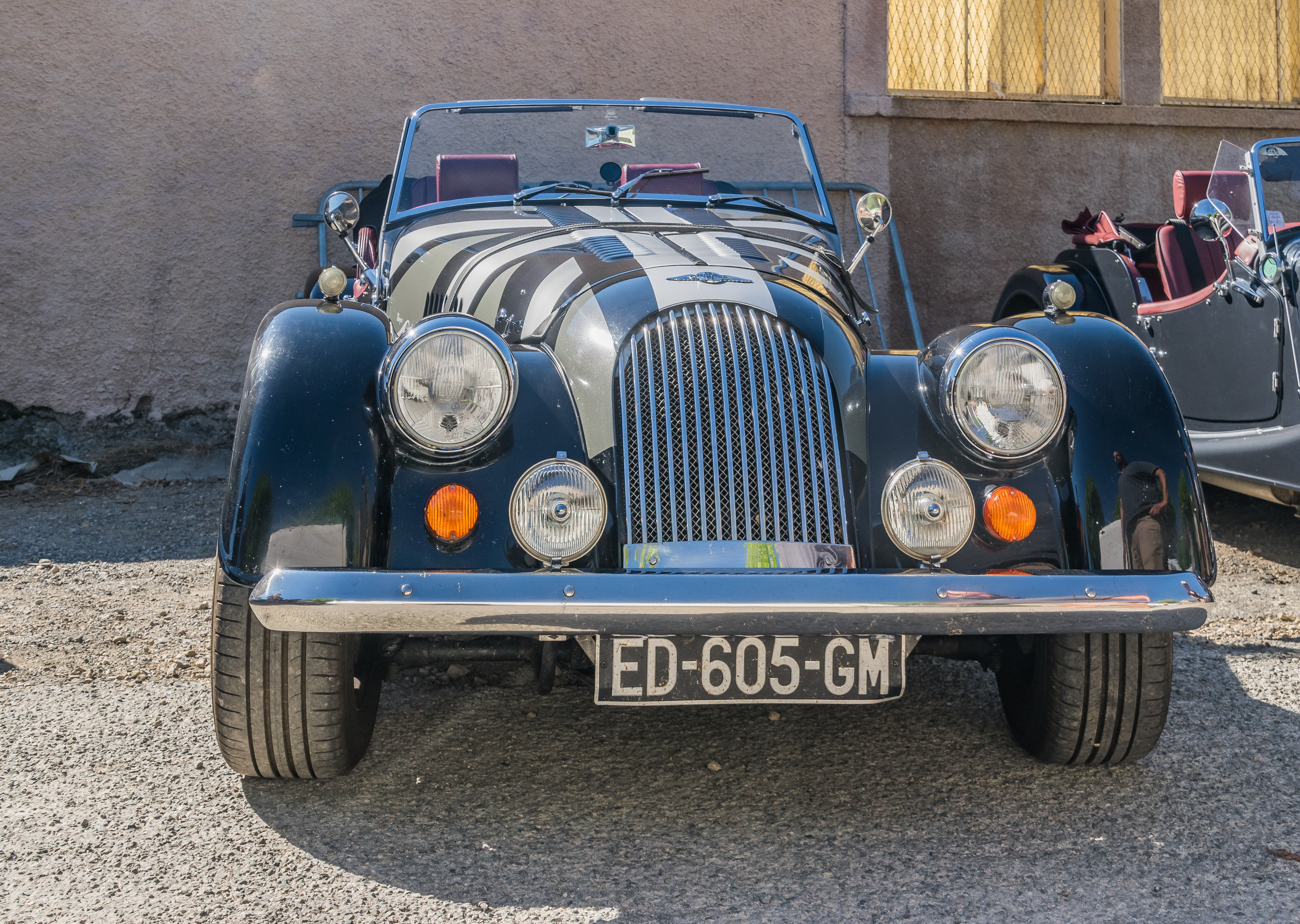
Morgan Plus 4
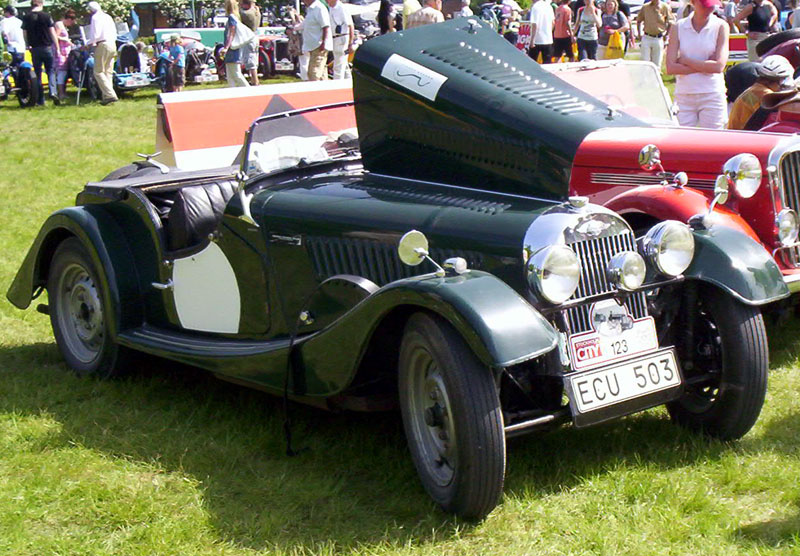
Morgan Plus 4 1952
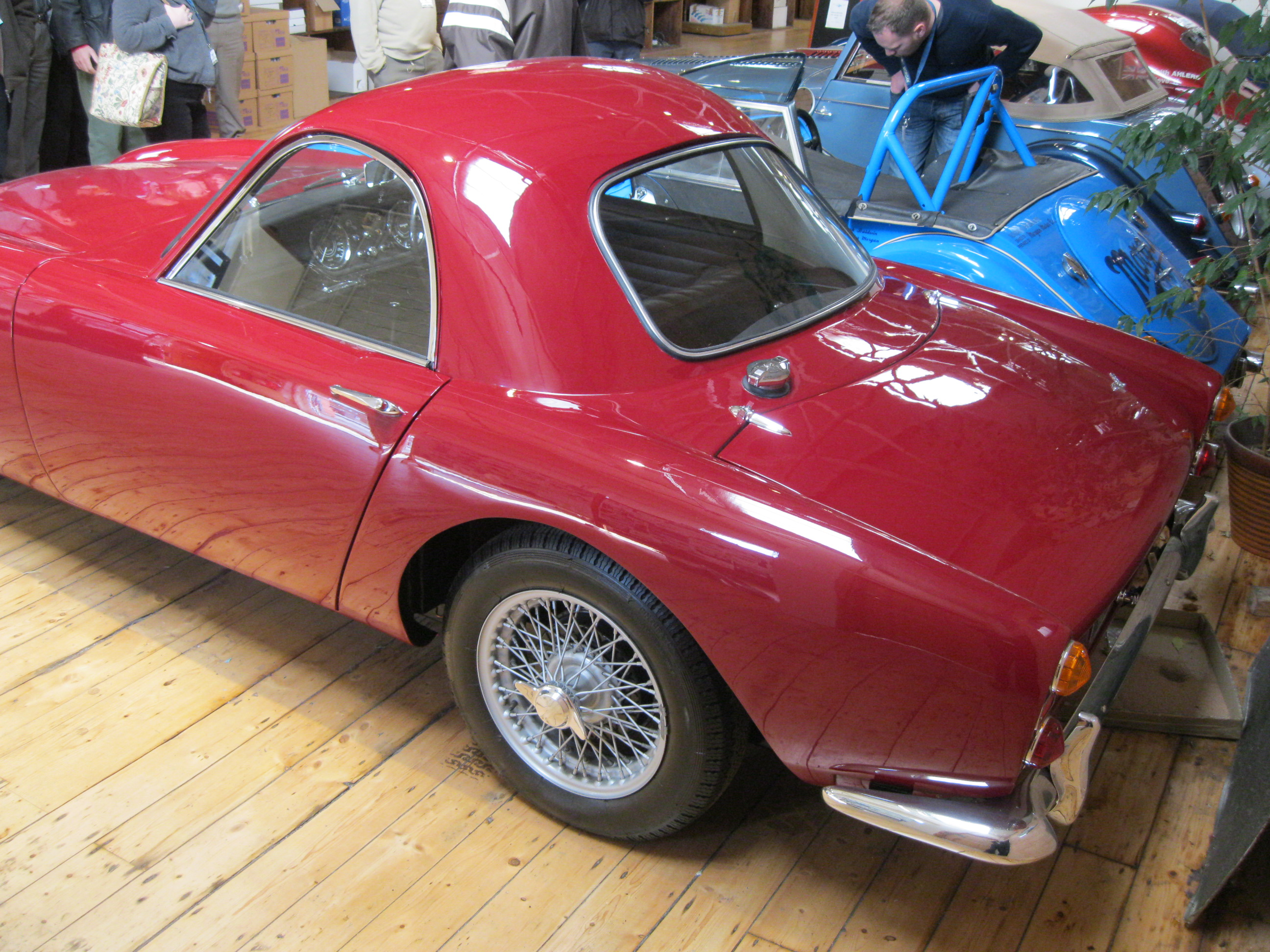
Morgan Plus 4 Plus
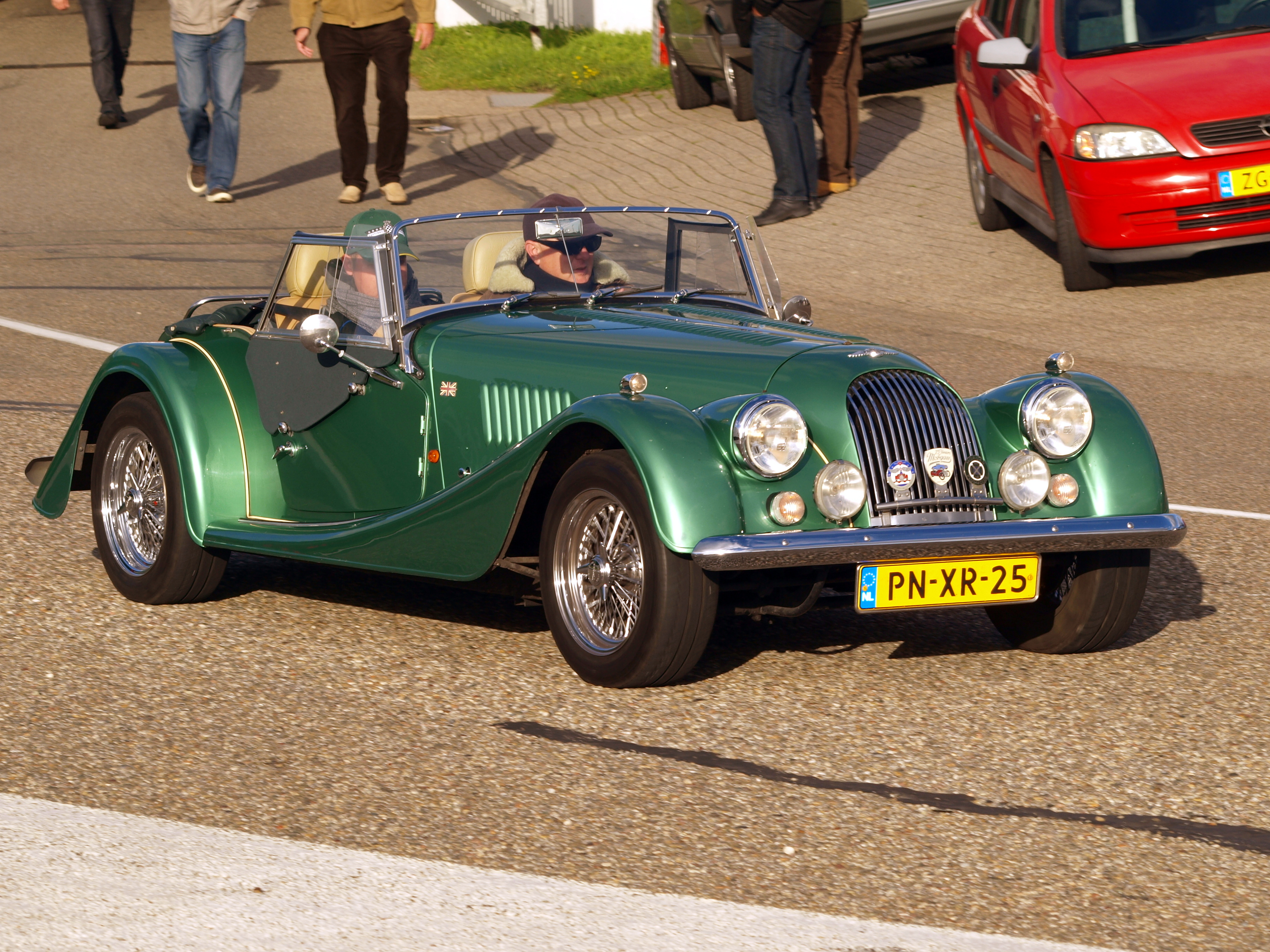
Morgan Plus 4 1995
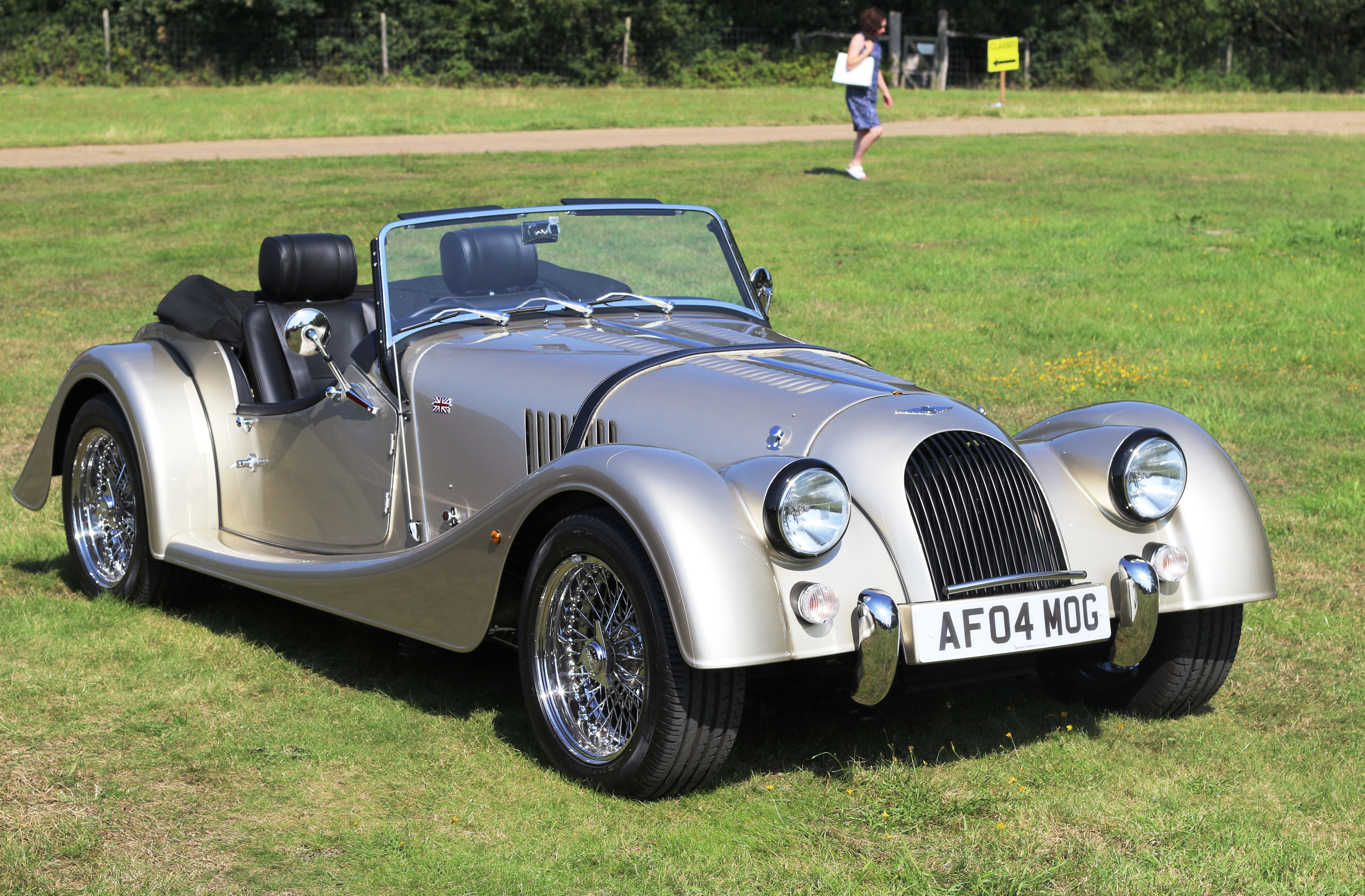
Morgan Plus 4 2L 2018

1965 októberétől 1967 áprilisáig a Morgan összeszerelt egy kétüléses Plus 4 Competition modellt, amiből összesen 42 darab épült, és hozzávetőleg 11 maradt fenn napjainkig.
Egy limitált kiadású Plus 4 visszatért még 2014-ben, Plus 4 Super Sports néven. 60 darabot készítettek belőle, mindegyik jobbkormányos.

### Morgan Plus 4 Plus
A Plus 4 egy változata a Plus 4 Plus 1964-től 1967-ig készült a gyártó üzemben üvegszálas coupé karosszériával. Rendkívül könnyű, magasított felépítmény, csökkentett keréktáv és megnövelt teljesítmény jellemezte a járművet, amelyekkel a +4+ a kicsit furcsa kialakítását leszámítva, minden tekintetben felülmúlta a +4-est.
Habár a tradicionális Morgan megszállottak nem ölelték magukhoz ezt a kezdeményezést, nem kedvelték a túlzottan archaikus vonalvezetést, a visszajelzések alapján az ötven tervezett darabból végül 26 azért elkészült.

### Morgan 4/4
A 4/4-esek gyártása félbeszakadt a II. Világháború alatt, de aztán változatlan néven, rövid időre visszatértek. 1950-ben újra leállt a gyártásuk, mikor a Standard motorját már nem lehetett elérni a piacon. Ám 1955-ben használható utódot találtak egy 1172 köbcentiméteres Ford 100E meghajtás formájában, és minden folytatódott napjainkig.
A 4/4 ma a Plus 8 alvázát és továbbra is Ford motort használ.

### Morgan Plus 8
A csökkenő elérhetőségű +4-es modellekhez felhasznált nagy, négyhengeres motorok kihívásával szembenézve, a Morgan elkezdte az 1968-ban biztosabban beszerezhető Rover V8 meghajtásokat beépíteni járműveibe, s ennek köszönhetően született a +8 elnevezés.

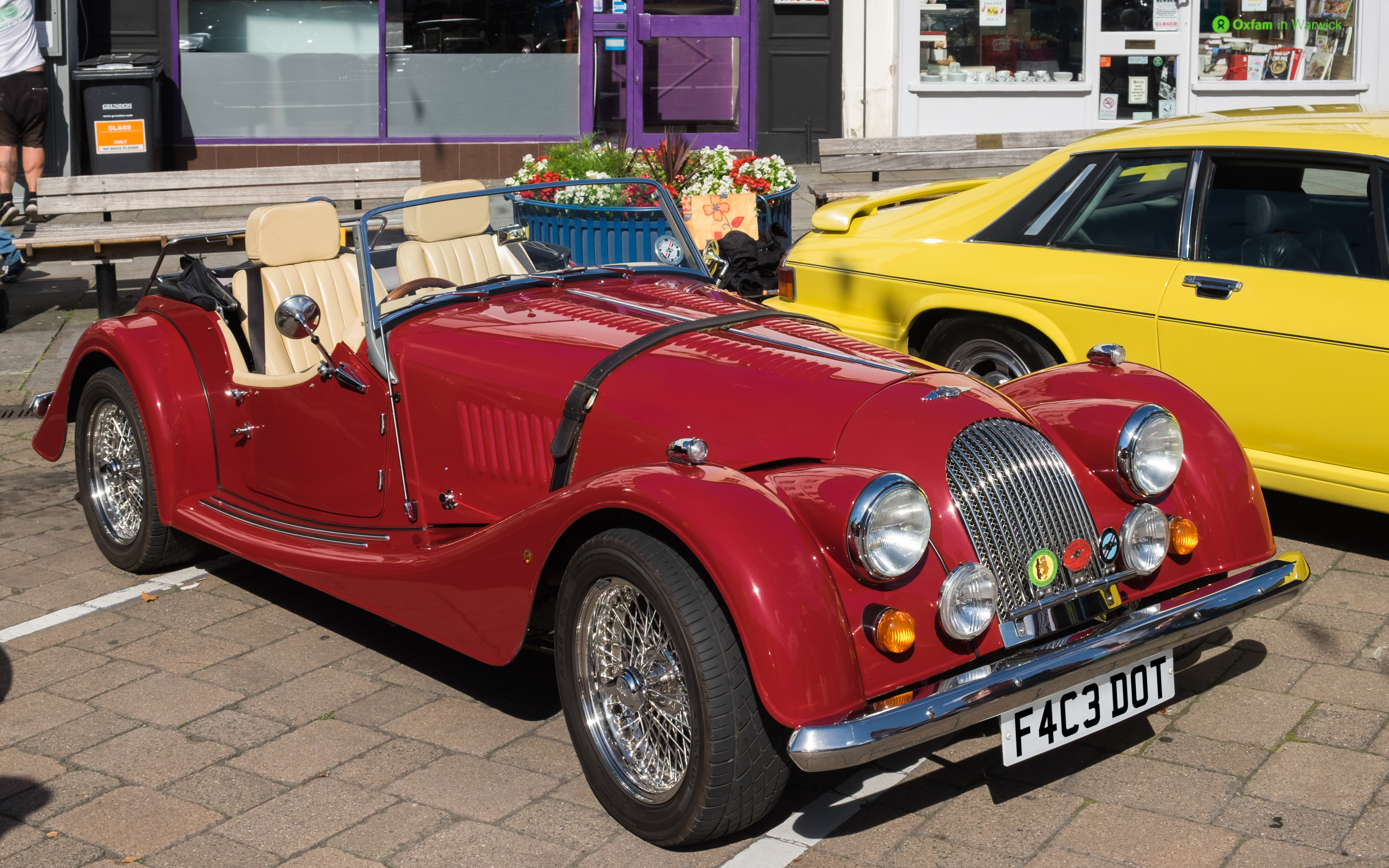
Morgan Plus 8 2003
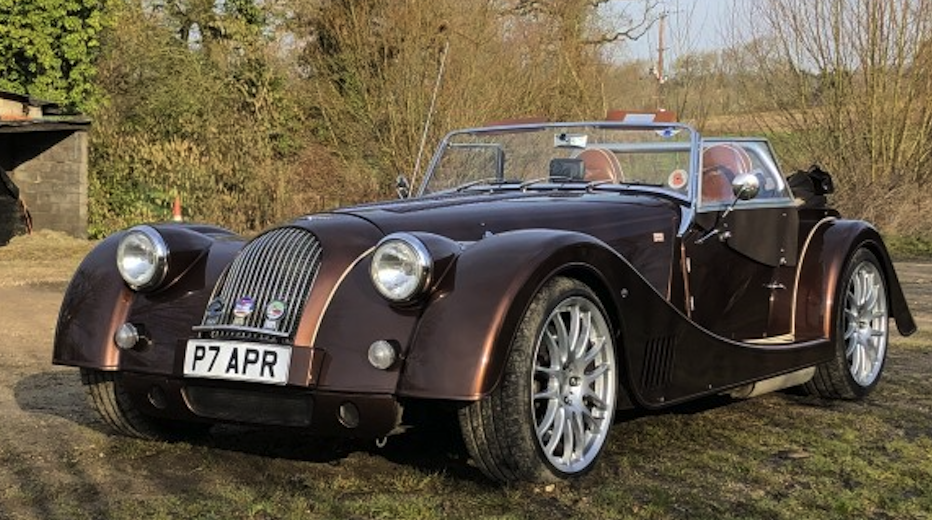
Morgan Aero Plus 8
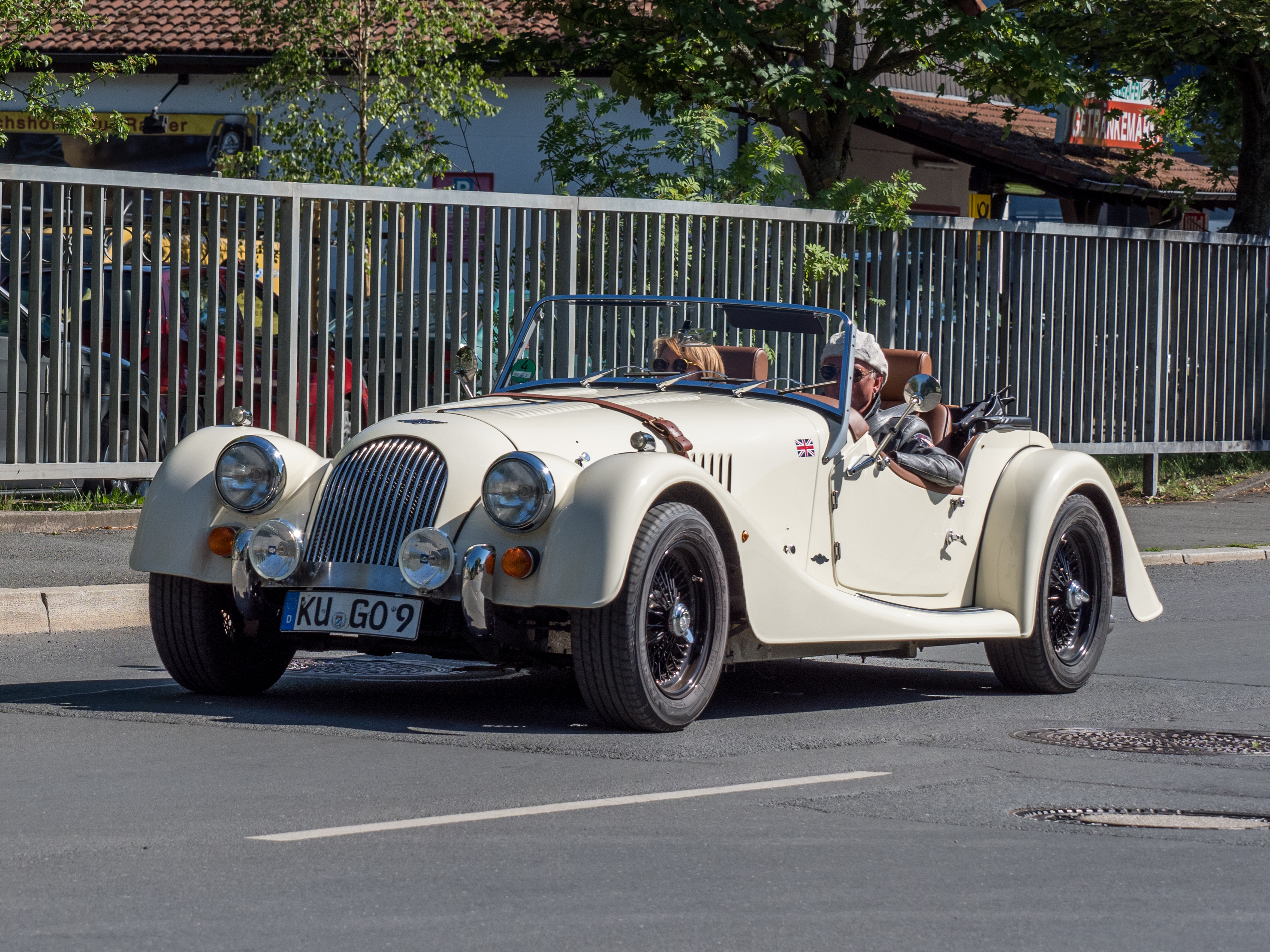
Morgan Plus 8 Kulmbach
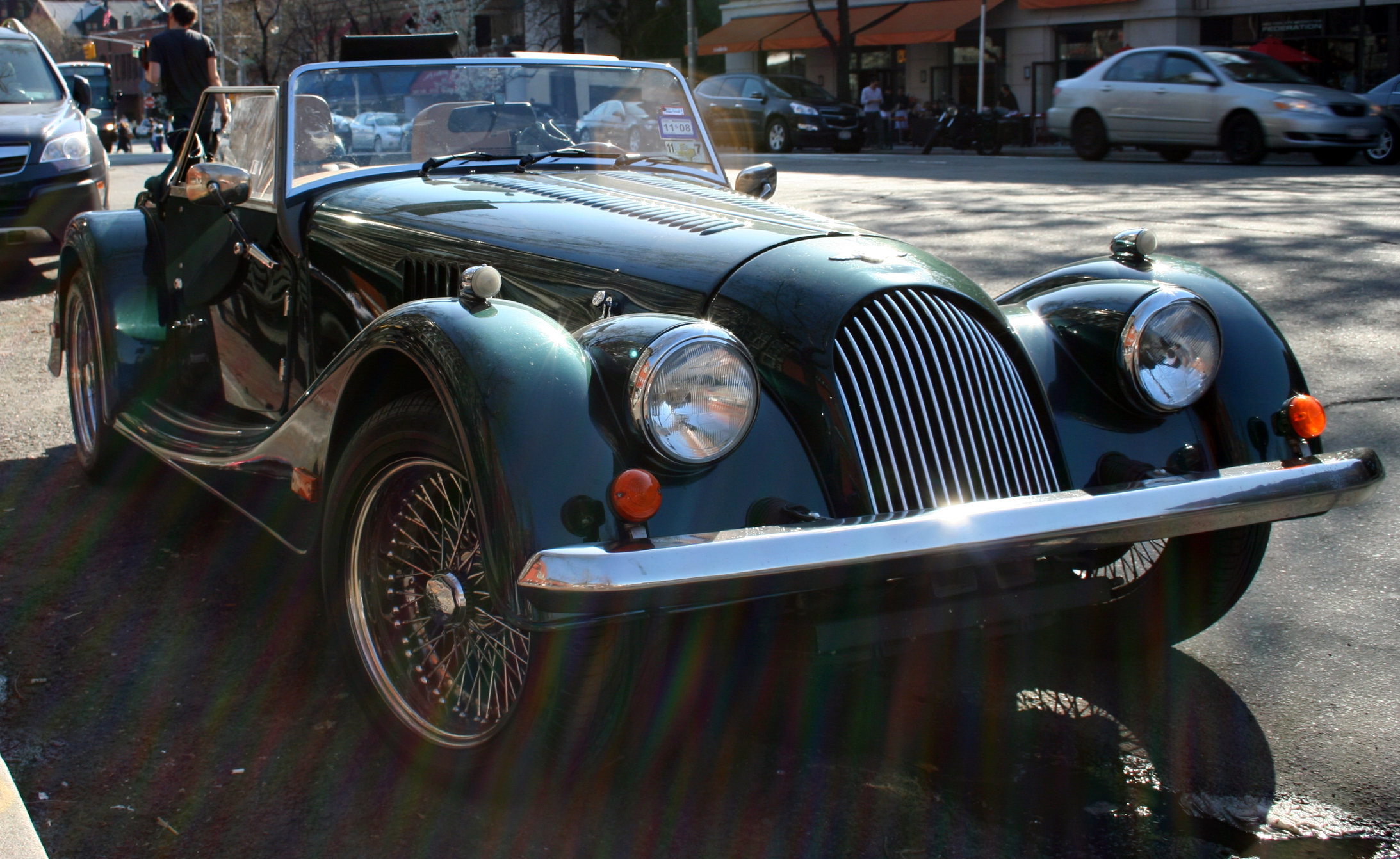
Morgan Plus 8 Roadster US 1998

A Triumph TR4 2,3 literéről így 3,5 literre ugrott a lökettérfogat, aztán 3,9 literre (1990), 4-re (1998-2000) választható további lehetőségként a 4,6 literessel (1996-2000), mindegyik a Land Rover blokkjából. Ráadásul ez a V8 nem volt nehezebb a Triumph motorjánál. Ez a tulajdonság adott a +8-asnak a korábbi +4-eshez viszonyított jobb gyorsulást, és kölcsönzött kiváló útfekvést.
Lóerő (143-204 angol lóerő), tömeg és teljesítmény keveredve emissziós és strukturális jogszabályokkal a típus teljes történetén át. A lényeg az, hogy a jármű 5,6 másodperc alatt éri el a 60 mérföldes sebességet. A legfrissebb beépülő hajtáslánc a GEMS Land Rover V8 190 lóerős (140 kW).

### Roadster
2004-ben a Morgan egy tradicionális formával váltotta az épp kifutó Plus 8-at. Az Mk I Roadsterek Ford UK Mondeo V6, 6150-es fordulaton 223 lóerős (166 kW) motorral futottak be a piacra. A változat Getrag direktvezérelt sebességváltóval, az ötös fokozatban 3,08:1 tengelyi nyomatékaránnyal rendelkezik. A kicsit későbbi Markokba már Ford-nyomatékváltót szereltek, amelyek direktvezérelten 4-esben hozzák a 3,73-as aránygörbe csúcsot. A sebességfokozatok virtuálisan kiegyenlített képet mutatnak. A még későbbi Roadsterek 204 lóerős Ford UK Mondeo V6-ost kapnak.
2007-ben a Mondeo motorokat amerikai specifikációjú, azonos márkaelnevezésű meghajtás váltotta a Roadster II-ben. 2011 és 2012 között 3,7 literes Duratec Cyclone motor következett, amiből egy 280 tagú ménes ereje (209 kW) hagyja el az autót. A társaság ez utóbbi típust elnevezte Roadster 3.7-nek.

### Morgan Aero 8 (Series I-V)
A Morgan Aero 8-ast 2000-ben vezették be a piacra, s mint mindig, a karosszéria alapépítménye most is fából készült, ezúttal kőrisből. (Ellentétben a kialakult mítosszal, nem az alváz készül fából, az fémből van: az Aero 8-asok alváza alumínium.) Ehhez a modellhez BMW V8-as hajtáslánc társul. Mérlegeléskor az autó súlya kisebb a BMW Z4-nél és jelentősen alacsonyabb tömegű egy BMW M3-asnál (noha a hagyományos Morganeknél többnek bizonyult), ennek eredményeként gyorsabb a Plus 8-asoknál, s ahogy az Autoweek is beszámolt róla, kifejezetten egy supercar tulajdonságait sugározza. A legújabb Aero 8 (Series V) a belé helyezett 367 lóerős (274 kW), amit 6100-as fordulatszámon közvetít, 2015. márciusban került bemutatásra. A gyári elvárások szerinti csúcssebessége meghaladhatja a 170 mérföldet óránként (270 km/h), és a könnyű felépítménynek köszönhetően 4,5 mp-es gyorsulásra képes 0-62 mf/h elérésekor.
Gyártási periódusa folyamán 2002 és 2009 között az Aero 8-ból öt hivatalos változatot alakítottak ki: I, II, III, a IV-est, mint Aero America, és az V-öst, melyek között enyhe eltérést tapasztalhatunk csupán a forma kialakítás, meghajtás, az erőáttételezés, a fékek és a szerkezeti felfüggesztés tekintetében. A társaság ugyan törölte a típust 2009-ben, de hasonlóan egyéb modelljeikhez, 2015-ben és 2016-ban visszatért a gyártási palettára. Az Aero 8 megrendeléseinek és kivitelezésének csúcséve 2002 volt.

### Morgan AeroMax
Az Aerót 100-ra limitált mennyiségben, az AeroMax követte a fejlesztési sorrendben 2008 és 2010 eleje között. Az AeroMax nem volt más, mint az Aero coupé változata. Vásárlói között tartjuk számon Richard Hammondot, Rowan Atkinsont és Paul O'Grady-t.

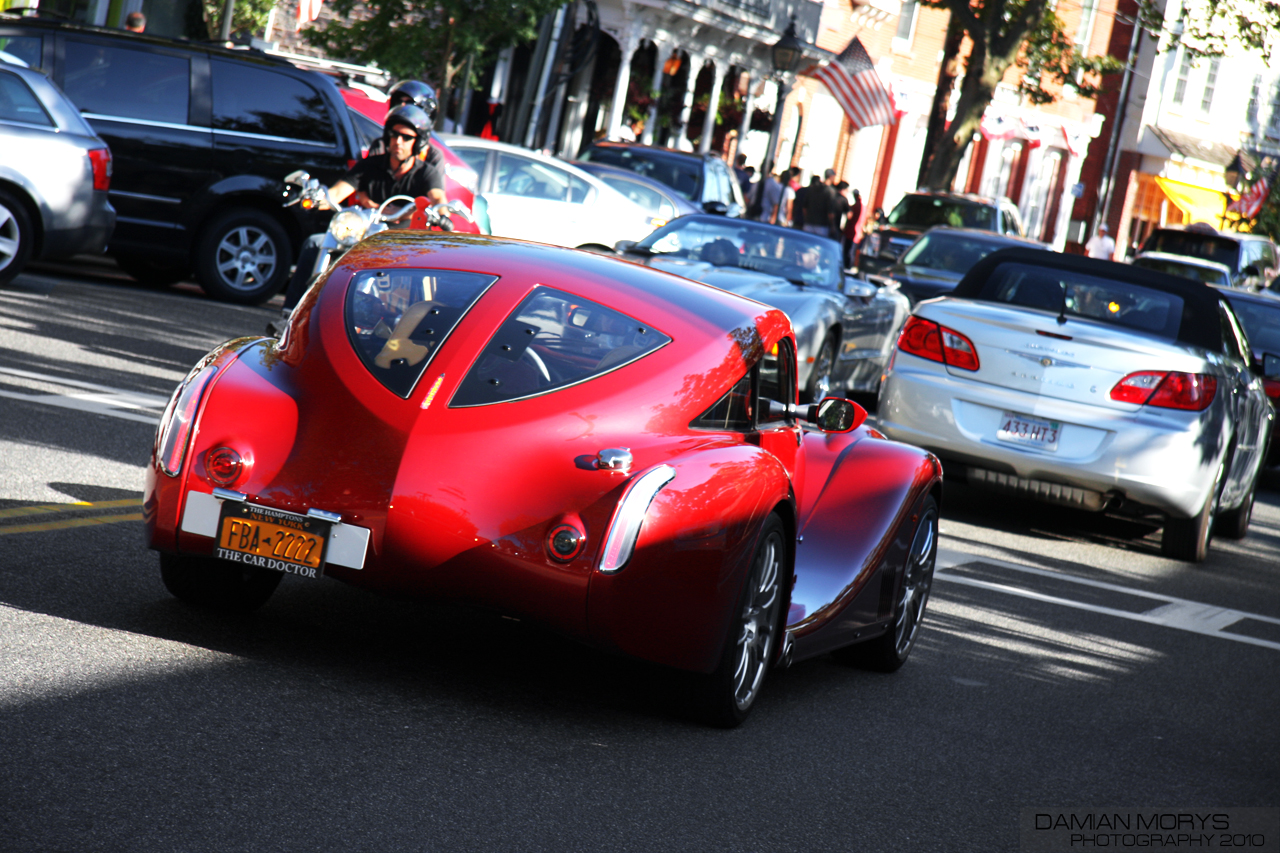
Morgan AeroMax
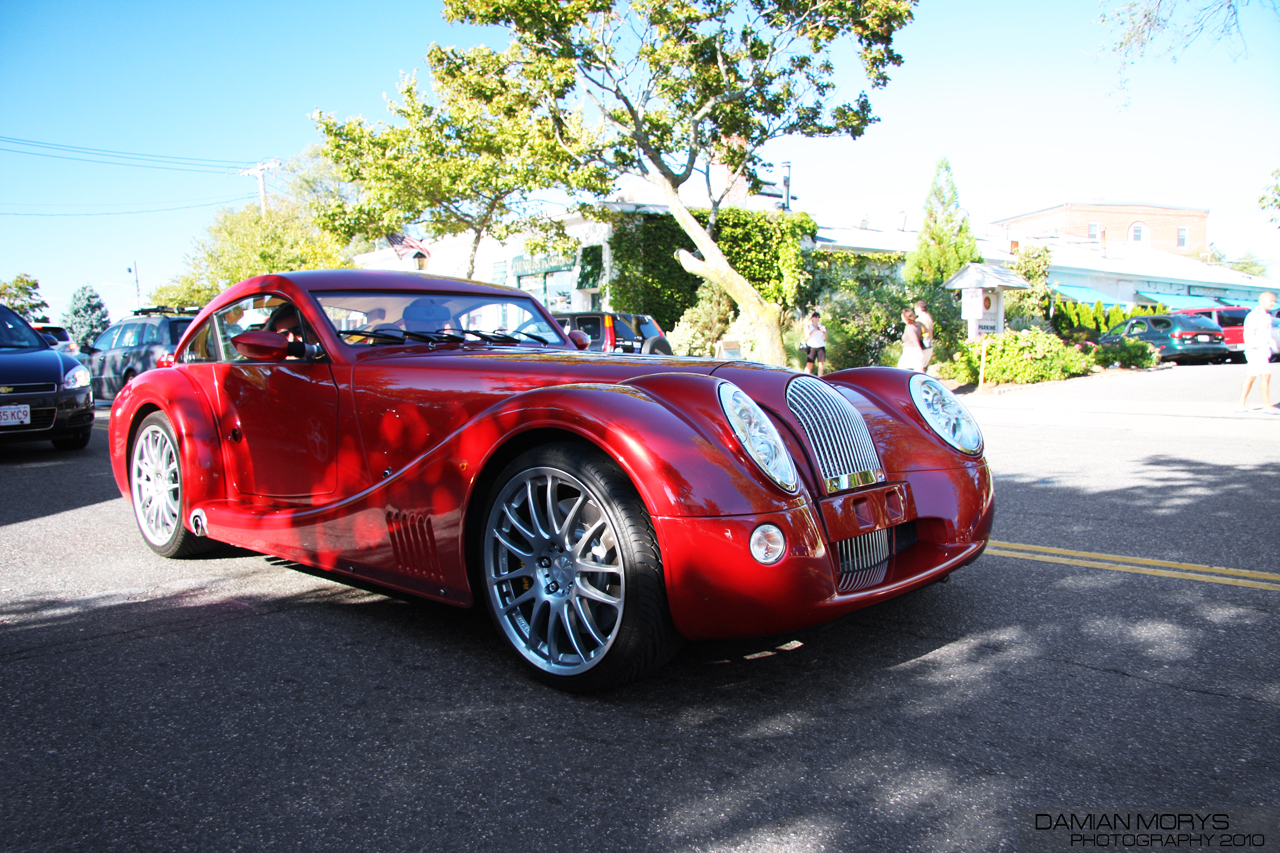
Morgan AeroMax front
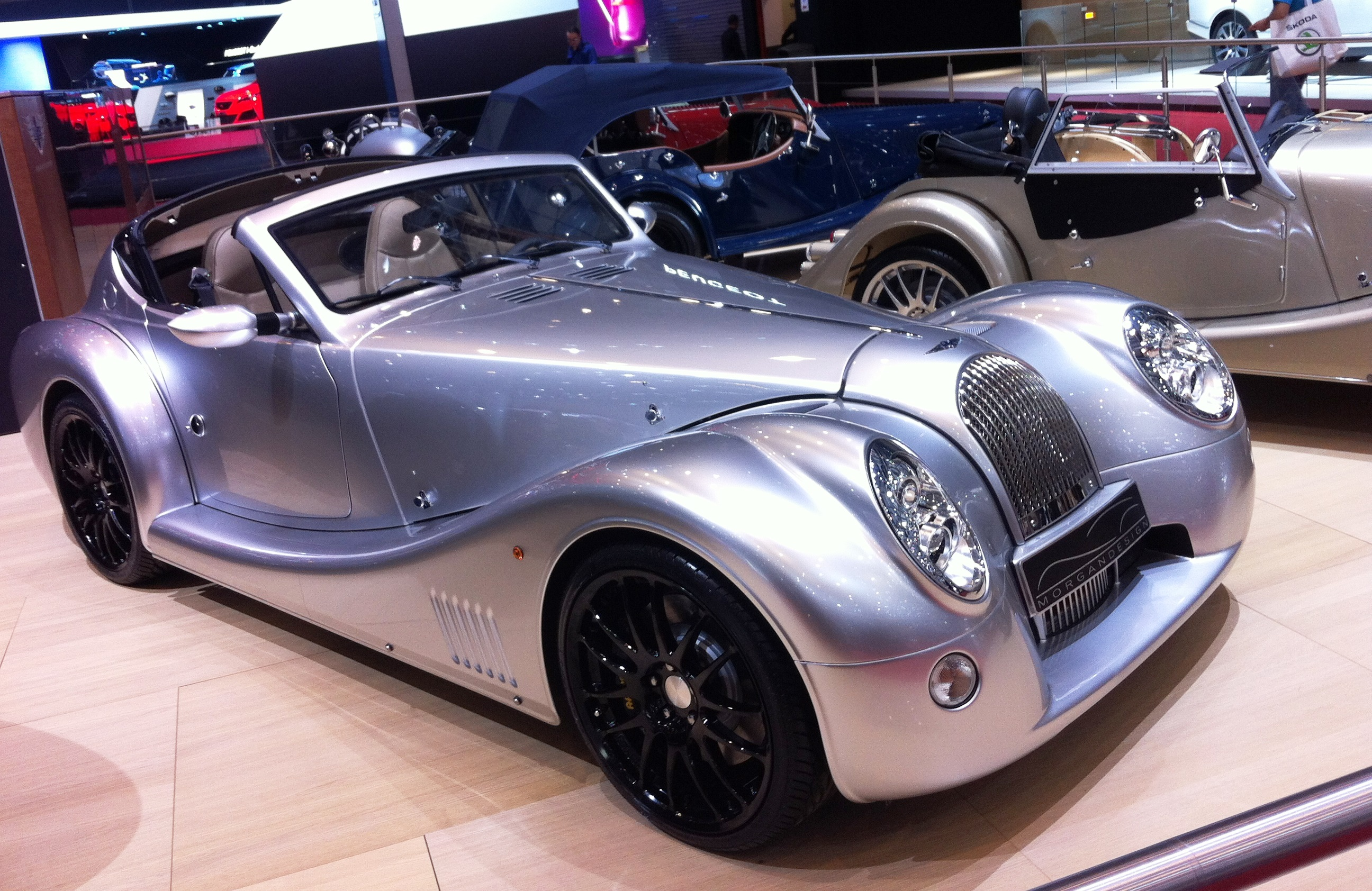
Morgan Aero SuperSports
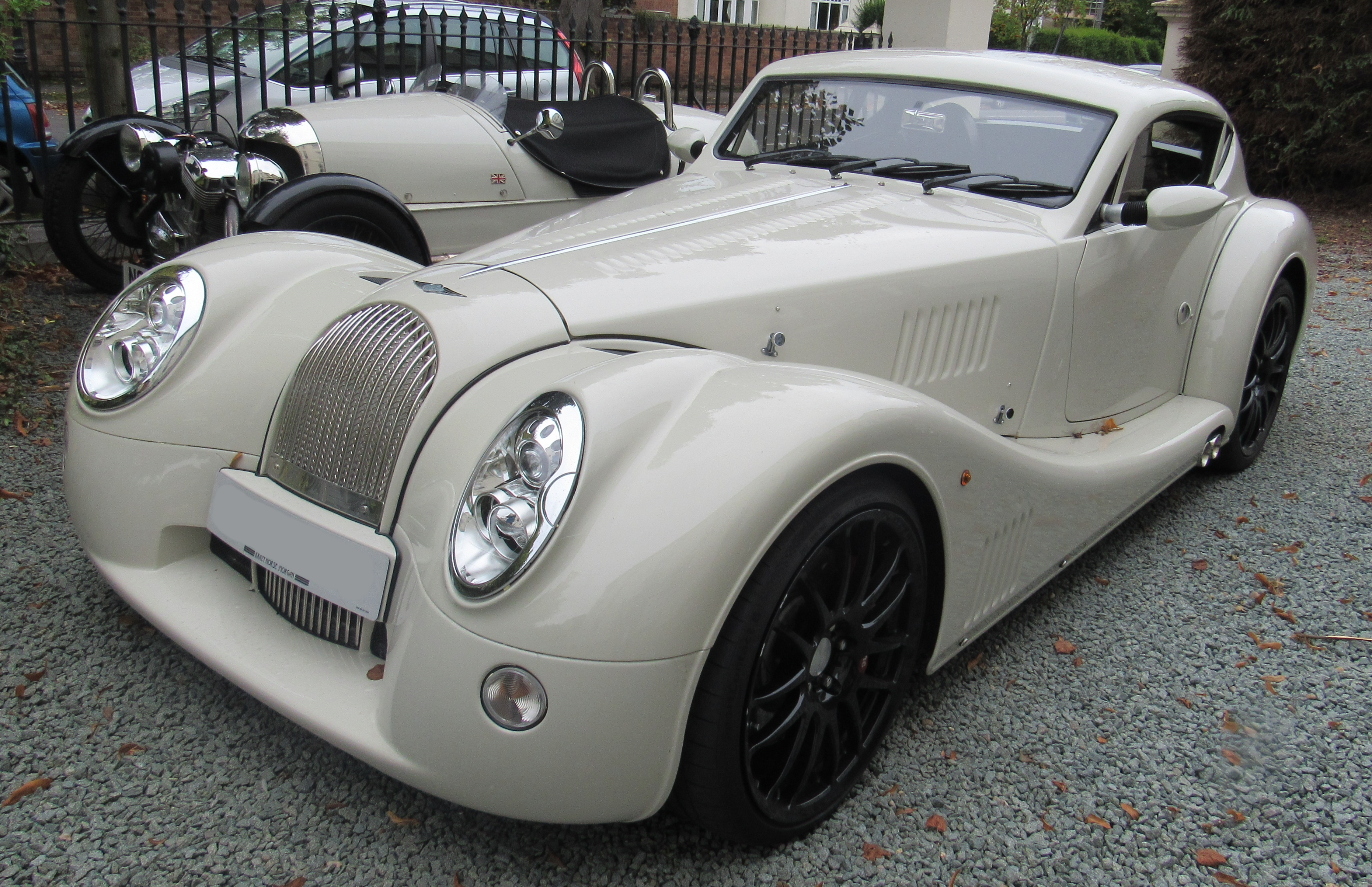
Morgan Aero SuperSports Automatic 4.8 2015

### Morgan Aero SuperSports
Amikor az AeroMaxek targatetős változatáról beszélünk, úgy hívjuk őket, hogy Aero SuperSports, minden egyéb tulajdonságukban, a ragasztott alumínium alvázukkal és alacsony súlyponti kialakításukkal megegyeznek a coupé alapmodellel. Az Aero SuperSports-ot Kaliforniában mutatták be a 2009-es Pebble Beach Car Show alkalmából. 2015 márciusában jelentették be a gyártásuk befejezését.

### Morgan Aero Coupé
Az Aerónak ugye ott volt az AeroMax, mint egyfajta coupé verzió, az Aero SuperSports targatetős coupé változatnak, és az Aero Coupé, mint keménytetős megjelenítés. A ragasztott alumínium alváz, a karosszéria alapjai, a felfüggesztés és a motor az Aero SuperSports-ból érkeztek. 2011 végén köszönt be a piacra, és nem volt megvásárolható az Egyesült Államokban. Az utolsó darabok 2015. márciusban futottak ki a műhelyekből.

### Morgan Aero Plus 8
Az új Morgan Plus 8 az Aero SuperSports és az Aero Coupé klasszikusabb értékeit közvetítve megőrizte azok ragasztott alumínium alvázát, karosszéria kialakítási elveit, a felfüggesztésüket és meghajtásuk forrását. 2011 végén mutatták be, nem szállították az USA-ba, és 2019-ig gyártották.

### Morgan Plus E
Abban méltán megegyezhetünk, hogy minden idők legnagyobb változásait éljük úgy a mindennapjainkban, mint az autógyártásban is. Tudományos-fantasztikus novellákba illő pillanatokban kapkodhatjuk a fejünk, mi történik körülöttünk. Az új idők egyik legnagyobb kihívására a Morgan sem maradt látszólag válasz nélkül. A Morgan Plus E a klasszikus modellek elektromos változata, megtervezését a társaság a Zytekkel és Radshape-pel (Radshape Sheet Metal Ltd., az Egyesült Királyság kormánya által támogatott vállalattal) közös projektben realizálta, és 2012-es Genfi Nemzetközi Autókiállításon mutatták be. Nos, ez a jármű sosem került gyártóműhelybe sorozatgyártás céljából, és a projekt elsikkadt.

### Morgan Eva GT
Az Aero SuperSports alvázát felhasználva, az Eva GT egy 2+2 grand tourer típus lett volna, csak kicsit nagyobb hosszúsággal. Az Eva GT-be a BMW N54-es ikerturbó, soros hathengeres, 302 angol lóerős motorját tervezték beszerelni az Euro-6 szabvány elvárásainak megfelelően. Agyag makettjét 2010-ben meg is mutatták a nagyközönségnek Pebble Beach-en, és úgy tervezték, hogy 2012-ben gyártásba kerülhet, így 2010-től már foglalót is lehetett befizetni rá. 2011 végén a Morgan bejelentette, hogy új magnézium technológiát használnának a kocsiszekrény elkészítéséhez, így az összeállítás kezdete, és az azt követő kiszállítások késedelmet szenvedhetnek 2014-ig. Aztán 2013-ban a gyár elosztó hálózata tájékoztatta a vásárlókat, hogy lefújták az előállítást.

### Morgan 3-Wheeler
A Morgan Motor Company bejelentette, hogy megfontolás tárgyává tették újgenerációs háromkerekű modelljük bemutatását a 2011-es Genfi Nemzetközi Autókiállításon. Alapvetően azt hangoztatták, hogy a jármű megkapja a Harley-Davidson Screaming Eagle V-ikermotorját, Mazda ötsebességes manuális váltóval, így az autó 115 LE-t (86 kW) szolgáltat az első kerekek meghajtásával. Végül a Genfben kiállított darab S & S meghajtást kapott.
Így történhetett, hogy a háromkerekűek gyártása S & S motorral kezdődik meg. Eredetileg 500 kilogramm alá pozicionálták a gépjármű súlyát, de az összeállított tömeg 550 kg körül állt meg. Úgy saccolták, hogy a Morgan gyorsulása 60 mérföldre (97 km/h) 4 és fél másodperc lesz, és a (tervezett) végsebesség 115 mf/h (185 km/h) lehet. Az Egyesült Államokban a háromkerekűek továbbra is motorkerékpárnak számítanak. A társaság kimutatásai alapján a 2011-es hirdetési kampányt követően 850 foglalót vettek fel. Az európai vásárlói kiszállítások 2012. februárban meg is kezdődtek, az Egyesült Államokba nem ígértek semmit június előttre, mielőtt be nem mutatkoznának New York Cityben és részt vennének a Greenwich Concours d'Elegance nevű jármű szépségvetélkedőn.
A Morgan háromkerekűje bekerült az angol Top Gear című sorozat 18. epizódjába, ahol az egyik műsorvezető, Richard Hammond ezt a modellt választotta ki, hogy a salakfutókhoz hasonlítsa. A 3-Wheeler elnyerte a Top Gear magazin "Az év nem-autója, 2011" elismerését.

### Morgan Plus Six
Ebben a formában megjelenítve az elnevezését, a Plus Six 2019. márciusban debütált, a rákövetkező évben egyébként törölt, Genfi Nemzetközi Autókiállításon. A megszokott, tradicionális létrás keretes alváz és csúszó oszlopos felfüggesztés helyett a modell ragasztott alumínium alvázat, és teljesen független felfüggesztést kapott, kettős keresztlengőkarost az első kerekekhez, és (multi-link) csatolt lengőkar-rendszert a hátsó kerekekhez. A Plusz Hatost BMW B58 motor látja el hajtóerővel: egy turbófeltöltős, soros hatos benzinmotor, amely 255 angol lóerőt szolgáltat hatsebességes kézi- vagy nyolcsebességes automata erőátvitellel.

### Morgan Plus Four
Az új Morgan Plus Fourt – a világjárvány sajnálatos alakulása következtében – 2020 márciusában az interneten mutatták be. A Plus Sixhez hasonlóan a kocsit "CX-generációs" ragasztott alumínium alvázra építik a fentebb ismertetett, független lengéscsillapítókkal. A Plus Four-t BMW B48 turbófeltöltős, soros négyhengeres, benzin erőmű hajtja 255 angol lóerőt előállítva hatsebességes kézi- vagy nyolcsebességes automata váltóval. Árfekvése 63 ezer (kézi váltós) és 66 ezer font (automata) között alakul. 

## Általános műszaki jellemzők
Klasszikus kialakításuk ellenére a Morganek mindig képesek voltak, kifejezetten alacsony tömegüknek köszönhetően sportos, avagy versenyautókra jellemző teljesítményeket felmutatni.
Rajongóik körében csak úgy becézik a márkát, hogy Moggi.

### Felfüggesztés
H. F. S. Morgan 1909-es nyitott kisautója első kerekeinél, a könnyebb vezethetőség érdekében, csúszókeretes támogatású, tekercsrugós, független felfüggesztést használt: tehát mindkét kerék a saját féltengelyén nyugodva, alkalmas volt fel- és lefelé irányuló mozgásra, egymástól függetlenül, királycsapját rögzített csőkereten csúsztatva a tekercsrugók csillapításával, mely rendszert nem csak a kerekek, de a sárhányó/lökhárító kombó rugóztatására is alkalmasnak lehetett tekinteni. Ennek az ötletnek a fő előnye a fel nem függesztett – merev, rugalmatlan – tömeg visszafogása volt, ami lehetővé teszi a kerekeket érő zavaró és károsító hatások, rázkódások csillapítását. A korábbi rendszereknél a kereket mereven rögzítették a felépítmény keretéhez, és a teljes kocsiszekrény rugók erdején himbálózott (képzeljünk magunk elé egy rugós ágymatracot).
A Morgan teljes fennállása alatt ezt az ötletet fejlesztgette a klasszikus vonulat járműveinél, de az Aero 8 és annak leszármazottjai már eltértek ettől. 2019-ben szűnt meg ez az eljárás, mint ahogy a klasszikusabb autók, a Classic Line gyártása is. Ám figyelembe kell venni, hogy az Egyesült Államokba alkatrészenként exportált kocsik összeszerelésének időbeli kifolyása máig nem definiálható részletkérdés.

## Modellek
- 1909 (Runabout) Nyitott háromkerekű kisautó
- 1911–1939 V-ikermotoros háromkerekű
- 1932–1952 F-szériás háromkerekűek
- 1936–napjainkig 4/4 kétüléses és négyüléses
- 1950–1969 Plus 4
- 1964–1967 Plus 4 Plus
- 1965–1967 Morgan Plus 4 Competition kétüléses
- 1968–2004 (és 2012–2019) Plus 8
- 1985–2000 Plus 4
- 2001–2009 Aero 8
- 2004–2012 V6 Roadster
- 2005–napjainkig Plus 4
- 2006-felfüggesztve Morgan LIFEcar
- 2008–2009 AeroMax
- 2009–napjainkig Morgan 4/4 Sport
- 2010–2015 Aero SuperSports
- 2010-törölve Morgan Eva GT
- 2011-törölve Morgan Plus E
- 2011–2012 Morgan Plus 4 SuperSports
- 2011–napjainkig Morgan Anniversary 4/4
- 2012–2015 Aero Coupé
- 2012-napjainkig Morgan 3-Wheeler
- 2012–2019 Aero 8
- 2012–napjainkig Roadster 3.7
- 2015–2019 Aero 8
- 2018 Morgan EV3
- 2019-napjainkig Morgan Plus Six
- 2020-napjainkig Morgan Plus Four

## Versenyzés
A Morgan nevét szerte, a motorsport számtalan területén, a klub és veterán versenyektől egészen a prominensebb megmérettetésekig, mint a 24 órás Le Mans is, megtalálhatjuk annak ellenére, hogy a cég sosem invesztált önálló motorgyártásba. Figyelemre méltó versenygépük volt az Aero 8 GT, mellyel 2008-ban a Mark Bailey Racing színeiben a Silverstone-i Britcar 24 órás versenyén is bemutatkoztak.
A 2012-es 24 órás Le Manson a Pescarolo Sport porolta le korábbi Le Mans prototípusukat, részben a Morgan Plus 4 SuperSports ötvenéves osztály trófeájáról is megemlékezve.

## Népszerűség
- GoMoG Morganjei a filmekben
- Peter Seller karaktere az 1968-as "The Party" című filmben Morgan-t vezetett
- Sir John Harvey emlékezetes látogatása a cégnél a '90-es években készült brit dokumentum-sorozat, a "Troubleshooter" (hibakereső) egyik epizódjában, mikor Sir John azt javasolta a vállalatnak, hogy modernizáljanak. A társaság aztán – akkoriban Peter Morgan irányítása alatt – visszautasította a bírálatot, de később minden megváltozott Charles Morgan elnöklése kezdetén, mikor apja eltávozott, és a cég pontról pontra teljesítette Sir John Harvey észrevételeit
- Az NCIS tv-sorozat egyik karaktere, Dr. Donald "Ducky" Mallard egy Morgan 4/4-est vezet a harmadik évad második, "Öld meg Arit! (2/2)" című epizódjában, 2005-ben (a magyarországi bemutató 2007. szeptember 3-án volt)
- Az 1989-es "Rózsák háborúja" című filmvígjátékban (rendezte: Danny DeVito), Michael Douglas karaktere a feleségétől kap ajándékba egy krémszínű, fekete tetejű Morgan 4/4-est